# إلوود أولمان
إلوود أولمان (بالإنجليزية: Elwood Ullman)‏ هو كاتب وكاتب سيناريو أمريكي، ولد في 27 مايو 1903 في ممفيس في الولايات المتحدة، وتوفي في 11 أكتوبر 1985 في هوليوود في الولايات المتحدة.

## وصلات خارجية
- إلوود أولمان على موقع IMDb (الإنجليزية)
- إلوود أولمان على موقع ألو سيني (الفرنسية)
- إلوود أولمان على موقع أول موفي (الإنجليزية)
- إلوود أولمان على موقع قاعدة بيانات الأفلام السويدية (السويدية)
- إلوود أولمان على موقع قاعدة بيانات الفيلم (الإنجليزية)
- إلوود أولمان على موقع كينوبويسك (الروسية)